# Worlds End (2024)
Worlds End (2024) – druga gala wrestlingu w chronologii cyklu Worlds End, wyprodukowana przez federację i dla zawodników All Elite Wrestling (AEW). Odbyła się 28 grudnia 2024 w Addition Financial Arena w Orlando w stanie Floryda. Wydarzenie było finałem turnieju Continental Classic 2024. Emisja była przeprowadzana na żywo za pośrednictwem Triller TV na całym świecie oraz w systemie pay-per-view.
Na gali odbyło się jedenaście walk, w tym trzy podczas pre-show Zero Hour. W walce wieczoru, Jon Moxley pokonał Orange’a Cassidy’ego, "Hangman" Adama Page’a i Jaya White’a w four-way matchu broniąc AEW World Championship. W innych ważnych walkach, Mercedes Moné pokonała Kris Statlander broniąc AEW TBS Championship oraz Kazuchika Okada pokonał Willa Ospreaya, aby wygrać Continental Classic i zachować AEW Continental Championship. Wydarzenie to było także okazją do powrotu Kenny’ego Omegi i Adama Copelanda, którzy przez kilka miesięcy byli kontuzjowani.

## Produkcja

### Tło
W grudniu 2023 roku amerykańska federacja wrestlingu zawodowego All Elite Wrestling (AEW) zorganizowała galę pay-per-view (PPV) zatytułowaną Worlds End, która była gospodarzem finałów pierwszego w historii turnieju Continental Classic. 11 kwietnia 2024 roku AEW ogłosiło, że druga gala Worlds End odbędzie się 28 grudnia 2024 roku w Addition Financial Arena w Orlando w stanie Floryda, położonej na terenie kampusu University of Central Florida, ustanawiając tym samym Worlds End coroczną galą PPV i gospodarzem finałów corocznego turnieju Continental Classic.

### Rywalizacje
Worlds End oferowało walki profesjonalnego wrestlingu z udziałem wrestlerów należących do federacji All Elite Wrestling. Oskryptowane rywalizacje (storyline’y) kreowane są podczas cotygodniowych gal Dynamite, Rampage oraz Collision. Wrestlerzy są przedstawieni jako heele (negatywni, źli zawodnicy i najczęściej wrogowie publiki) i face’owie (pozytywni, dobrzy i najczęściej ulubieńcy publiki), którzy rywalizują pomiędzy sobą w seriach walk mających budować napięcie. Kulminacją rywalizacji jest walka wrestlerska lub ich seria.

#### Turniej Continental Classic
Ze względu na to, że jest panującym AEW Continental Championem, Kazuchika Okada był pierwszym, który został zgłoszony do Continental Classic. 24 listopada ogłoszono resztę 12-osobowego składu: Okada, Shelton Benjamin, Mark Briscoe, Daniel Garcia, Kyle Fletcher i The Beast Mortos zostali przydzieleni do ligi niebieskiej; a Darby Allin, Claudio Castagnoli, Brody King, Will Ospreay, Ricochet i Juice Robinson przydzieleni do ligi złotej. W kolejnych tygodniach w obu ligach odbywał się turniej w systemie kołowym, a dwóch najlepszych wrestlerów w każdym bloku po zakończeniu fazy ligowej zapewniło sobie walki półfinałowe na Worlds End. Podczas świątecznego specialu Dynamite on 34th Street, Fletcher i Okada zapewnili sobie miejsca w półfinałach jako reprezentanci ligi niebieskiej, a Ricochet i Ospreay jako reprezentanci ligi złotej, ustawiając pierwszą walkę pomiędzy Ricochetem i Okadą oraz rewanż z Full Gear między Fletcherem i Ospreayem.

#### Pojedynek o AEW Dynamite Diamond Ring
Przez cały rok 2023 Adam Cole zaprzyjaźnił się z panującym AEW World Championem MJF-em, tworząc drużynę o nazwie Better Than You Bay Bay i ostatecznie zdobyli ROH World Tag Team Championship. Również w tym czasie MJF stał się celem osoby noszącej maskę diabła, tę samą maskę, którą MJF nosił przed zostaniem mistrzem świata AEW, ponieważ nazywał siebie diabłem. Cole jednak doznał kontuzji, pozostawiając MJF-a samemu bronić tytułów ROH Tag, które ostatecznie przegrał z drużyną zwaną The Devil’s Masked Men. Podczas Worlds End w 2023 roku MJF stracił tytuł AEW World Championship, a po walka został zaatakowany przez The Devil’s Masked Men, przy czym Cole okazał się „diabłem”, który miał na celu MJF-a, a The Devil’s Masked Men okazali się być kolegami Cole’a z Undisputed Kingdom, Mattem Tavenem i Mikiem Bennettem, którzy zamienili Cole’a w heela. MJF zrobił sobie przerwę z powodu kontuzji, ale wrócił kilka miesięcy później ponownie jako heel. Po tym, jak sam został oczyszczony, Cole, który jest teraz facem, ostatecznie rozpalił na nowo swój konflikt z MJF-em i próbował stoczyć z nim walkę na Full Gear, ale mu się nie udało. AEW Dynamite Dozen Battle Royale miało miejsce podczas odcinka Dynamite z 4 grudnia, którego współzwycięzcami byli Adam Cole i Kyle O’Reilly. Następnie ogłoszono, że zmierzą się ze sobą na Dynamite: Winter Is Coming w następnym tygodniu, a zwycięzca zmierzy się z MJF-em o AEW Dynamite Diamond Ring na Worlds End — MJF jest pięciokrotnym posiadaczem pierścienia, wygrywając go co roku od momentu jego powstania w 2019 roku. Cole pokonał O’Reilly’ego i w końcu zmierzy się z MJF-em na Worlds End.

## Wyniki walk
| Nr                                                                   | Wyniki | Stypulacje | Czas  |
| -------------------------------------------------------------------- | --- | --- | ----- |
| 1P                                                                   | Toni Storm pokonała Leilę Grey poprzez pinfall | Singles match | 6:50  |
| 2P                                                                   | Jeff Jarrett pokonał QT Marshalla poprzez pinfall | Singles match | 9:25  |
| 3P                                                                   | Lio Rush, Action Andretti i Murder Machines (Lance Archer i Brian Cage) pokonali The Outrunners (Trutha Magnuma i Turbo Floyda) i Top Flight (Dariusa Martina i Dante Martina) (z Leilą Grey) poprzez pinfall | Eight-man tag team match                                                                                               | 10:50 |
| 4                                                                    | Will Ospreay pokonał Kyle’a Fletchera poprzez pinfall | Półfinał turnieju Continental Classic                                                                                  | 16:20 |
| 5                                                                    | Kazuchika Okada (c) pokonał Ricocheta poprzez pinfall | Półfinał turnieju Continental Classic                                                                                  | 13:00 |
| 6                                                                    | Mariah May (c) pokonała Thunder Rosę poprzez pinfall | Tijuana Street Fight o AEW Women’s World Championship                                                                  | 13:10 |
| 7                                                                    | MJF (posiadacz pierścienia) pokonał Adama Cole’a (z Mattem Tavenem i Mikem Bennettem) poprzez pinfall | Singles match o Dynamite Diamond Ring The Undisputed Kingdom (Mike Bennett i Matt Taven) byli specjalnymi enforcerami. | 14:35 |
| 8                                                                    | Konosuke Takeshita (c) pokonał Powerhouse Hobbsa poprzez pinfall | Singles match o AEW International Championship                                                                         | 16:30 |
| 9                                                                    | Mercedes Moné (c) pokonała Kris Statlander poprzez pinfall | Singles match o AEW TBS Championship                                                                                   | 24:35 |
| 10                                                                   | Kazuchika Okada (c) pokonał Willa Ospreaya poprzez pinfall | Finał turnieju Continental Classic o AEW Continental Championship                                                      | 19:15 |
| 11                                                                   | Jon Moxley (c) (z Mariną Shafir) pokonał Orange’a Cassidy’ego, "Hangman" Adama Page’a i Jaya White’a poprzez pinfall                                                                                          | Four-way match o AEW World Championship                                                                                | 17:00 |
| (c) – mistrz/mistrzyni przed walkąP – walka miała miejsce w pre-show | | |       |

### Turniej Continental Classic
(c) = obecny mistrz
| Awans do półfinału |

| Liga niebieska      | Liga niebieska | Liga złota         | Liga złota |
| ------------------- | -------------- | ------------------ | ---------- |
| Kyle Fletcher       | 12             | Ricochet           | 10         |
| Kazuchika Okada (c) | 10             | Will Ospreay       | 9          |
| Mark Briscoe        | 9              | Claudio Castagnoli | 9          |
| Daniel Garcia       | 7              | Darby Allin        | 7          |
| Shelton Benjamin    | 6              | Brody King         | 6          |
| The Beast Mortos    | 0              | Komander           | 3          |

| Liga niebieska | Benjamin           | Briscoe            | Fletcher           | Garcia           | Mortos           | Okada              |
| -------------- | ------------------ | ------------------ | ------------------ | ---------------- | ---------------- | ------------------ |
| Benjamin       | —                  | Benjamin (11:44)   | Fletcher (15:48)   | Garcia (12:16)   | Benjamin (8:47)  | Okada (12:36)      |
| Briscoe        | Benjamin (11:44)   | —                  | Briscoe (19:44)    | Briscoe (16:22)  | Briscoe (11:38)  | Okada (13:26)      |
| Fletcher       | Fletcher (15:48)   | Briscoe (19:44)    | —                  | Fletcher (15:01) | Fletcher (9:52)  | Fletcher (16:57)   |
| Garcia         | Garcia (12:16)     | Briscoe (16:22)    | Fletcher (15:01)   | —                | Garcia (10:25)   | Remis (20:00)      |
| Mortos         | Benjamin (8:47)    | Briscoe (11:38)    | Fletcher (9:52)    | Garcia (10:25)   | —                | Okada (12:44)      |
| Okada          | Okada (12:36)      | Okada (13:26)      | Fletcher (16:57)   | Remis (20:00)    | Okada (12:44)    | —                  |
| Liga złota     | Allin              | Castagnoli         | King               | Komander         | Ospreay          | Ricochet           |
| Allin          | —                  | Castagnoli (11:17) | King (9:35)        | Allin (13:11)    | Allin (14:38)    | Remis (20:00)      |
| Castagnoli     | Castagnoli (11:17) | —                  | Castagnoli (14:17) | Komander (7:37)  | Ospreay (13:26)  | Castagnoli (13:01) |
| King           | King (9:35)        | Castagnoli (14:17) | —                  | King (14:51)     | Ospreay (15:30)  | Ricochet (12:46)   |
| Komander       | Allin (13:11)      | Komander (7:37)    | King (14:51)       | —                | Ospreay (12:34)  | Ricochet (12:28)   |
| Ospreay        | Allin (14:38)      | Ospreay (13:26)    | Ospreay (15:30)    | Ospreay (12:34)  | —                | Ricochet (14:27)   |
| Ricochet       | Remis (20:00)      | Castagnoli (13:01) | Ricochet (12:46)   | Ricochet (12:28) | Ricochet (14:27) | —                  |

|  |                                   |                                   |                                   |                     |     |                                           |                                           |                                           |
|  | Półfinały Worlds End (28 grudnia) | Półfinały Worlds End (28 grudnia) | Półfinały Worlds End (28 grudnia) |                     |     | Finał mistrzowski Worlds End (28 grudnia) | Finał mistrzowski Worlds End (28 grudnia) | Finał mistrzowski Worlds End (28 grudnia) |
|  | Półfinały Worlds End (28 grudnia) | Półfinały Worlds End (28 grudnia) | Półfinały Worlds End (28 grudnia) |                     |     | Finał mistrzowski Worlds End (28 grudnia) | Finał mistrzowski Worlds End (28 grudnia) | Finał mistrzowski Worlds End (28 grudnia) |
|  |                                   |                                   |                                   |                     |     |                                           |                                           |                                           |
|  |                                   |                                   |                                   |                     |     |                                           |                                           |                                           |
|  | N1                                | Kyle Fletcher                     | 16:20                             |                     |     |                                           |                                           |                                           |
|  | N1                                | Kyle Fletcher                     | 16:20                             |                     |     |                                           |                                           |                                           |
|  | Z2                                | Will Ospreay                      | Pin                               |                     |     |                                           |                                           |                                           |
|  | Z2                                | Will Ospreay                      | Pin                               |                     |     | G2                                        | Will Ospreay                              | 19:15                                     |
|  |                                   |                                   |                                   |                     |     | G2                                        | Will Ospreay                              | 19:15                                     |
|  |                                   |                                   | B2                                | Kazuchika Okada (c) | Pin |                                           |                                           |                                           |
|  | Z1                                | Ricochet                          | B2                                | Kazuchika Okada (c) | Pin | 13:00                                     |                                           |                                           |
|  | Z1                                | Ricochet                          |                                   |                     |     |                                           |                                           |                                           |
|  | N2                                | Kazuchika Okada (c)               | Pin                               |                     |     |                                           |                                           |                                           |
|  | N2                                | Kazuchika Okada (c)               | Pin                               |                     |     |                                           |                                           |                                           |
|  |                                   |                                   |                                   |                     |     |                                           |                                           |                                           |